# 绕金乡
绕金乡，是中华人民共和国西藏自治区昌都市左贡县下辖的一个乡镇级行政单位。

## 行政区划
绕金乡下辖以下地区：
左巴村、绕金村、贡日村、日巴村、巴坝村、普拉村和绕丝村。